# Noel Malcolm
Noel Malcolm (ur. 26 grudnia 1956) – angielski pisarz, historyk i dziennikarz.
Studiował w prestiżowych uczelnaich Eton College, Peterhouse, Trinity College. Uzyskał doktorat na Uniwersytecie Cambridge. 
Był redaktorem tygodnika "The Spectator", pisywał też w "Daily Telegraph". 
W 1995 roku ograniczył działalność dziennikarską, aby poświęcić się pisarstwu.

## Wybrane publikacje
- Bosnia: A Short History (1994)
- Origins of English Nonsense (1997)
- Kosovo: A Short History (1998)
- Aspects of Hobbes (2002)
- John Pell (1611-1685) and His Correspondence with Sir Charles Cavendish: The Mental World of an Early Modern Mathematician (2005) (wraz z J. Stedall).
- George Enescu: His Life and Music (1990) (Toccata Press).
- Sense on Sovereignty (1991)